# La bella gente
La bella gente (en français Les Gens bien) est un film italien, réalisé par Ivano De Matteo et sorti en France en 2011. Le film a obtenu le Grand prix du Festival du film italien d'Annecy en 2009.
À la suite de problèmes de distribution, le film sort en salle en Italie seulement le 27 août 2015 .

## Synopsis
Influencés par les idéaux de 1968, Susanna, psychologue dans un centre d'aide aux femmes battues, et Alfredo, architecte, recueillent une jeune prostituée ukrainienne, Nadja, et la dorlotent… Mais lorsque Nadja attire l'attention amoureuse du fils de famille, les attitudes changent, révélant les faux-semblants de cette famille de la bonne bourgeoisie romaine.

## Fiche technique
- Titre du film : La bella gente
- Réalisation : Ivano De Matteo
- Scénario : Valentina Ferlan
- Photographie : Duccio Cimatti
- Décors : Luca Servino
- Son : Antongiorgio Sabia, Andrea Malavasi
- Montage : Marco Spoletini
- Musique : Francesco Cerasi
- Production : Guglielmo Ariè, Guido Servino pour X Film, 360° Entertainement, Solaris
- Durée : 98 minutes
- Pays d'origine :  Italie
- Année de réalisation : 2009
- Genre : Comédie dramatique
- Dates de sortie :
  -  France : 1er octobre 2009 (Festival du film italien d'Annecy) / 16 février 2011 (sortie en salles)
  -  Italie : 27 août 2015 (sortie en salles)

## Distribution
- Monica Guerritore : Susanna
- Antonio Catania : Alfredo
- Iaia Forte : Paola
- Giorgio Gobbi : Fabrizio
- Victoria Larchenko : Nadja
- Elio Germano : Giulio, le fils de famille
- Myriam Catania : Flaminia

## Récompenses et distinctions
Récompenses
- Festival du film italien d'Annecy 2009 : Grand prix Annecy Cinéma italien à Ivano De Matteo